# Nanako Kaitai Shinsho
Nanako Kaitai Shinsho (菜々子解体診書) é uma série de OVA lançada em 1999 com seis episódios e direção de Hiroshi Negishi. Dedica o lado cômico da série às aparições de Nanako, se metendo em situações estranhas por ser ingênua e atrapalhada.

## Sinopse
Nanako é uma empregada doméstica que trabalha para o renomado cientista Ogami Kyoji, que sempre a faz passar por situações embaraçosas. No final ela sempre acaba seminua ou completamente pelada. Ele a treina constantemente por razões desconhecidas. Nanako pouco sabe que é a chave de uma experiência importante.

## Anime
O anime foi produzido no formato OVA contendo apenas 6 episódios de 20 minutos.